# 小行星7660
小行星7660（英語：7660）是一颗围绕太阳公转的小行星。1993年11月5日，罗伯特·H·麦克诺特在赛丁泉山发现了此天体。
这颗小行星的绝对星等为265.0063502174228等。